# Tour de Hongrie
Die Tour de Hongrie (deutsch Ungarn-Rundfahrt) ist ein  ungarisches Radrennen für Männer.
Das Etappenrennen wurde 1925 zum ersten Mal ausgetragen und fand seitdem jährlich mit einigen Unterbrechungen statt. Die erste Austragung fand ohne internationale Beteiligung statt und führte an drei Tagen Ende Juni über die folgenden Strecken: Budapest–Szombathely (240 km), Szombathely–Győr (140,5 km) und Győr–Budapest (130 km). Die Zeit des für den MTK Budapest fahrenden Gewinners Károly Jerzsabek betrug 22:10:36 Stunden. Bis 1995 war es ein Rennen für Amateure. Ab 2005 zählte es zur UCI Europe Tour und war in die UCI-Kategorie 2.2 eingestuft, seit 2018 in 2.1 und ab 2023 stieg die Rundfahrt in die UCI ProSeries auf.

## Palmarès
| Jahr                        | Sieger                      | Zweiter              | Dritter             |
| --------------------------- | --------------------------- | -------------------- | ------------------- |
| 1925                        | Károly Jerzsabek            | Miklós Ladányi       | József Bouska       |
| 1926                        | László Vida                 | Károly Hölczl        | Rezső Bouska        |
| 1927                        | László Vida                 | Dezső Huszka         | Károly Hugyecz      |
| 1928 nicht ausgetragen      |                             |                      |                     |
| 1929                        | Oskar Thierbach             | Béla Jálics          | János Istenes       |
| 1930                        | Vasco Bergamaschi           | János Peck           | Andrea Minasso      |
| 1931                        | István Liszkay              | István Nemess        | Guglielmo Segato    |
| 1932                        | József Vitéz                | István Nemess        | Livio Carlotti      |
| 1933                        | Kurt Stettler               | Hans Martin          | László Orczán       |
| 1934                        | Károly Szenes               | István Liszkay       | Béla Mádi           |
| 1935                        | Károly Nemes-Nótás          | Ferenc Éles          | István Adorján      |
| 1936-1937 nicht ausgetragen |                             |                      |                     |
| 1937                        | Lothar Strakati             | Stanisław Wasilewski | Antal Szalay        |
| 1938-1941 nicht ausgetragen |                             |                      |                     |
| 1942                        | Ferenc Barvik               | Gyula Gere           | Mihaly Irhazi       |
| 1943                        | István Liszkay              | Gyula Gere           | Lajos Lakatos       |
| 1944-1948 nicht ausgetragen |                             |                      |                     |
| 1949                        | André Labeylie              | Rudolf Lauscha       | Roger Bourgeteau    |
| 1950-1952 nicht ausgetragen |                             |                      |                     |
| 1953                        | József Kiss-Dala            | Béla Bartusek        | Márton Bencze       |
| 1954 nicht ausgetragen      |                             |                      |                     |
| 1955                        | Győző Török                 | József Albert        | Lajos Szabó         |
| 1956                        | Győző Török                 | Tibor Károlyi        | János Bende         |
| 1957-1961 nicht ausgetragen |                             |                      |                     |
| 1962                        | Adolf Christian             | János Juszkó         | Ferenc Horváth      |
| 1963                        | András Mészáros             | Lothar Höhne         | János Juszkó        |
| 1964                        | Ferenc Stámusz              | Béla Juhász          | Andras Devay        |
| 1965                        | László Mahó                 | György Balasko       | János Juszkó        |
| 1966-1992 nicht ausgetragen |                             |                      |                     |
| 1993                        | Jens Dittmann               | Gábor Kovács         | Dominique Perras    |
| 1994                        | Wolfgang Kotzmann           | Oleksandr Klymenko   | Andreas Lauk        |
| 1995                        | Sergei Walerjewitsch Iwanow | Aleksandr Kavecki    | Jens Dittmann       |
| 1996                        | Alexander Tolomanov         | János Istlstekker    | Károly Eisenkrammer |
| 1997                        | Zoltán Bebtó                | Yuri Zajac           | Balázs Rothmer      |
| 1998                        | Alexander Rotar             | Volodimir Nanayenko  | Károly Eisenkrammer |
| 1999-2000 nicht ausgetragen |                             |                      |                     |
| 2001                        | Mikoš Rnjaković             | Róbert Nagy          | Roman Broniš        |
| 2002                        | Zoltán Vanik                | Jan Faltýnek         | Radek Blahut        |
| 2003                        | Zoltán Remák                | Matej Jurčo          | Kacper Sowiński     |
| 2004                        | Zoltán Remák                | Phillip Thuaux       | Martin Prázdnovský  |
| 2005                        | Tamás Lengyel               | Martin Prázdnovský   | Glen Alan Chadwick  |
| 2006                        | Martin Riška                | Zoltán Remák         | Csaba Szekeres      |
| 2007                        | Andrew Bradley              | Miroslav Keliar      | Stefan Pöll         |
| 2008                        | Hans Bloks                  | Vladimir Kerkez      | Ivan Stević         |
| 2009-2014 nicht ausgetragen |                             |                      |                     |
| 2015                        | Tom Thill                   | Andi Bajc            | James Early         |
| 2016                        | Mihkel Räim                 | Oleksandr Poliwoda   | Daniel Turek        |
| 2017                        | Daniel Jaramillo            | Barnabás Peák        | Tadej Pogačar       |
| 2018                        | Manuel Belletti             | Kamil Małecki        | Paolo Totò          |
| 2019                        | Krists Neilands             | Márton Dina          | Attila Valter       |
| 2020                        | Attila Valter               | Quinn Simmons        | Damien Howson       |
| 2021                        | Damien Howson               | Ben Hermans          | Antonio Tiberi      |
| 2022                        | Eddie Dunbar                | Óscar Rodríguez      | Samuele Battistella |
| 2023                        | Marc Hirschi                | Ben Tulett           | Yannis Voisard      |
| 2024                        | Thibau Nys                  | Emanuel Buchmann     | Wout Poels          |
| 2025                        |                             |                      |                     |